# Megapedion sylphis
Megapedion sylphis är en skalbaggsart som först beskrevs av Bates 1870.  Megapedion sylphis ingår i släktet Megapedion och familjen långhorningar. Inga underarter finns listade i Catalogue of Life.